# 佩德里尼奥博士镇
佩德里尼奥博士镇是巴西圣卡塔琳娜州的一个市镇。总面积375.758平方公里，总人口3644人，人口密度9.7人/平方公里。